# Олга Лелейко
Олга Александровна Лелейко (на украински: Ольга Олександрівна Лелейко; 21 юли 1977 г., Киев) е украинска фехтовачка. Майстор на спорта (1993), Майстор на спорта от международно ниво на Украйна (2000), участница в пет олимпиади.

## Биография
През 1998 г. завършва Националния университет за физическо възпитание и спорт на Украйна.
Многократна шампионка на Украйна и носителка на купата на страната. Член на украинския национален отбор по фехтовка, дисциплина рапира. От 1993 г. се състезава за спортно дружество „Динамо“ и Училището за висши спортни постижения (от 2005 г.). Треньори – Виктор Биков, Алексей Бризгалов, Ф. Теслер.
През 1997 г. Лелейко става бронзова медалистка от Световната купа за юноши в Братислава. През 2000 г. тя дебютира на Олимпийските игри в Сидни, класира се на осмо място в отборната надпревара и на 36-а позиция в индивидуалната надпревара. В бъдеще тя се представя на Олимпийските игри само индивидуално. През 2007 г. тя става бронзова медалистка от Европейското първенство в Гент, Белгия. На игрите в Пекин през 2008 г. заема 36-о място, а на олимпийските игри в Лондон показва най-добрия си резултат на олимпиади – 17-о място. През 2014 г. в Букурещ Лелейко печели бронз на международния турнир Trofeului Pellegrini. На игрите през 2016 г. в Рио де Жанейро, на 1/16-финала губи от Астрид Гюяр от Франция с резултат 15:9, като в крайна сметка заема 24-то място.